# قيازق
القيازق (الاسم العلمي:Cyzicidae) هي فصيلة من الحيوانات تتبع رتبة مضاعفات الدرقة من طائفة غلصميات الأرجل.

## الأجناس
- القيزيق
- القيزيق الفجري
  - القيزيق الفجري المقعر
  - القيزيق الفجري الديغاتي